# DCS Black Shark
Black Shark ist der erste Flugsimulator aus der Digital-Combat-Simulator-Reihe.
Der Spieler steuert in dieser Simulation den Militärhubschrauber Kamow Ka-50 (NATO-Codename: Hokum-A). Die Besonderheit liegt in einer fast vollständigen und detailgetreuen Simulation des Cockpits und der Flugeigenschaften.

## Spiel
In Zusammenarbeit mit dem Hubschrauberhersteller Kamow wurden das Cockpit, das Modell des Hubschraubers und die Flugeigenschaften im Computer dem Original entsprechend modelliert. Zur Visualisierung der Simulation verwendet Eagle Dynamics (ED) die weiterentwickelte The Fighter Collection Simulation Engine, die schon in Lock On zur Anwendung kam. Der Spieler kann Trainingsmissionen, Einzelmissionen und in einem semi-dynamischen Kampagne-Modus fliegen. Nach jedem Flug wird eine Auswertung der Mission angezeigt. Flüge können aufgezeichnet und als Tracks gespeichert und weitergegeben werden. Die Tracks können später im Programm wiedergegeben oder als AVI-Datei exportiert werden.

### Simulation
Die meisten Cockpit-Elemente und -Funktionen des wirklichen Hubschraubers funktionieren auch in der Simulation. Von der Anordnung der Bedienelemente, über die Beleuchtung, Scheibenwischer, den Bordcomputer bis hin zum programmierbaren Täuschkörper-Ausstoß – alles ist bis in das kleinste Detail nachgebildet und simuliert – mit Ausnahme der Funktionen, die keinen Einfluss auf den Spieler oder den Einsatz des Hubschraubers haben (Cockpit-Belüftung und -Heizung). Alle (Dreh-)Knöpfe und Schalter sind per Maus-Click oder Tastaturkürzel bedienbar und zeigen eine Wirkung im simulierten Hubschrauber bzw. in der simulierten Welt. Im Simulationsmodus stehen knapp 500 Tastaturbefehle zur Verfügung, die jedoch aufgrund des interaktiven Cockpits kaum benötigt werden. Diese Interaktivität im Cockpit erfordert eine freie Bewegung des virtuellen Kopfes, da nur so um bestimmte Hindernisse (Steuerknüppel, Beine des Piloten) herumgeschaut werden kann. Um den Blick besser steuern zu können, unterstützt Black Shark als Eingabegerät auch den optischen Bewegungssensor TrackIR, welcher sechs Freiheitsgrade aufweist.
Black Shark ist sehr realitätsnah – für den Start aus dem kalten Zustand sind im Handbuch 15 Seiten mit notwendigen Handgriffen hinterlegt. Laut dem Community-Manager Black Shark Deutschland sind diese Schritte ausreichend, um auch einen echten Ka-50 zum Leben zu erwecken. Neben der Simulation des eigentlichen Hubschraubers wird viel Wert auf die korrekte Simulation der Wettereinflüsse (Sicht, Vereisung), anderer Fahrzeuge, militärischer Einheiten, Schadensmodelle und der Waffensysteme gelegt. Die daraus resultierende Komplexität schlägt sich in den Handbüchern nieder, die mit über 700 Seiten einen für kommerzielle Spiele ungewöhnlich hohen Umfang haben.
Der Einstieg in diese komplexe Simulation soll durch zahlreiche Trainingsmissionen und neun Einführungsvideos (Producer’s Notes) erleichtert werden. Zusätzlich kann der Spieler verschiedene Hilfen einschalten (unendlich Munition, Unzerstörbarkeit, Text-Marker über Einheiten etc.) und auch die Start- und Abschalt-Prozedur per Tastendruck automatisch erledigen lassen.

### Arcade
Um Spielern einen kurzweiligen Zugang zu gewähren, wurde ein Arcade-Modus implementiert. In diesem Modus ist der Hubschrauber von außen sichtbar, die Waffensysteme sind deutlich einfacher zu handhaben, das Flugverhalten wird vereinfacht und dem Spieler steht ein Hilfs-Radar zur Seite.

### Multiplayer
Da der Ka-50 nicht offensiv gegen andere Hubschrauber eingesetzt wird, konzentriert sich das Spiel auf die Bekämpfung von Bodenzielen. Die Multiplayer-Missionen sind somit Coop-Missionen, in denen das (taktische) Zusammenspiel mehrerer virtueller Piloten im Vordergrund steht. Die Herausforderungen im Mehrspieler-Modus sind: das Einhalten einer Formation, das Erkennen und Beurteilen von Gefahrensituationen und die Priorisierung von Gefahrenquellen. Eine gute Kommunikation und ein Abgleich (potentieller) Ziele/Bedrohungen (der Ka-50 hat dafür ein Data-Link-Panel) im Austausch mit den Flügelmännern reduziert die Wahrscheinlichkeit von mehrfach angegriffenen Zielen, objektiviert die Einschätzung der Situation und maximiert somit die Effizienz des Waffeneinsatzes unter Minimierung der Gefahren.
Seit der Patch Version 1.0.2 besteht außerdem die Möglichkeit Einsätze gemeinsam mit Nutzern von Flaming Cliffs 2.0 zu fliegen, sodass ein taktisches Zusammenarbeiten zwischen Ka-50 und den Starrflüglern aus Flaming Cliffs möglich wird.

## Digital Combat Simulator
Das russische Studio Eagle Dynamics hat zuvor mit PC-Simulationen wie Su-27 Flanker (1995), Lock On und dem Add-on Flaming Cliffs reichlich Erfahrungen gesammelt. So war auch Black Shark ursprünglich als ein weiteres Add-On zu Lock On geplant und basiert daher auf der schon dort verwendeten The Fighter Collection Simulation Engine (TFCSE).
Aufgrund der gestiegenen Anforderungen wandte sich das Entwickler-Team von der alten TFCSE ab, und startete somit die neue und unabhängige DCS-Reihe. Jedes neue Modul (wie auch schon Flaming Cliffs für Lock-On) wird neben allgemeinen Updates ein weiteres, sehr detailliert simuliertes Luftfahrzeug enthalten. Alle Module sind eigenständig spielbar, erlauben aber auch die Verbindung zu anderen Modulen. Verschiedene Module können zusammen installiert werden. Das kooperative Zusammenspiel einer A-10C und eines Ka-50 Kampfhubschraubers ist also möglich, selbst wenn die einzelnen Spieler nur ihr eigenes Modul besitzen. Zusätzlich zu den von Eagle Dynamics entwickelten Modulen sind mittlerweile weitere Module von sogenannten „3rd-Party“-Entwicklern entstanden. Auch die ursprünglichen aus Lock On bekannten Flugzeuge (A-10A, F-15C, Su-25T, Su-25, MiG-29A und MiG-29S Fulcrum sowie Su-27 und die Marineversion Su-33) wurden in der sogenannten „Flaming-Cliffs“-Kollektion überarbeitet und verfügen mit der F-15C, Su-27 und Su-33 nun auch über ein PFM (Professionelles Flugmodell) sowie 6 DOF Cockpits (6 Achsen Cockpits). Das Modell der MiG-29 aus dem Add-On erhält derzeit ebenfalls ein Professional Level Flight Model inklusive eines 6 DOF Cockpits, über das das Model als einziges bislang noch nicht verfügt. Die Grund-Software DCS-World ist frei erhältlich und beinhaltet die Su-25T mit einem Erweiterten Flugdynamischen Model (AFM) und Standard System Model (SSM – wie alle anderen Modelle der Serie auch) sowie eine Trainerversion der P-51D Mustang (TF-51D).

## Kritik
Eagle Dynamics sieht nach eigenen Aussagen DCS als eine „study-sim“ für den PC. Eine Spielebewertung mit marktüblichen Maßstäben kann daher der Simulation nur eingeschränkt gerecht werden.
Während das FS Magazin in der Ausgabe 02/2009 den Digital Combat Simulator als „neue Referenz der militärischen Flugsimulation“ bezeichnet, erhält Black Shark in der GameStar-Ausgabe 05/2009 nur 72 %. FS Magazin betont, dass die Version 1.00 sehr stabil läuft, bemängelt aber den Einsatz von StarForce.
Ebenfalls stehen Eagle Dynamics und die Drittanbieter häufig in der Kritik, bekannte Programmfehler nicht zu beheben und Flugzeuge nicht fertigzustellen, welche bereits als Early-Access-Variante verkauft wurden, zum Beispiel die BAE Hawk, welche am 1. April 2015 veröffentlicht wurde, befindet sich Stand 2. März 2018 immer noch im Early Access status. Inzwischen ist dieses Modul auf Steam und der DCS-Homepage nicht mehr verfügbar.